# كأس الاتحاد الكوري الجنوبي 2005
كأس الاتحاد الكوري الجنوبي 2005 (هانغل: FA컵 2005) هو موسم من كأس الاتحاد الكوري الجنوبي. فاز فيه جونبك هيونداي موتورز.